# 中嶋宏
中嶋 宏（なかじま ひろし、1928年5月16日 - 2013年1月26日）は、日本の医師、神経精神医学者。位階は従三位。勲等は勲一等。
世界保健機関（WHO）事務局長（第4代）を務め、国連傘下の国際機構を率いる長としては初めての日本人であった。東京医科大学難病治療研究所所長、国際医療福祉大学国際医療福祉総合研究所所長なども歴任した。

## 人物・来歴
千葉市に生まれ、1955年（昭和30年）に東京医科大学を卒業。
その後、パリ大学において、薬物が脳や神経への効果を通していかにして人間の行動に影響するかを研究する、神経精神薬理を専攻した。その間、1956年もしくは1958年（昭和31-33年）から1967年（昭和42年）までフランス保健医療研究局（INSERM）に科学者として勤務し、同分野での基礎研究と臨床研究を継続した。
1967年（昭和42年）、東京に戻り、日本ロシュの研究センターにおけるディレクターに就任した。
1974年（昭和49年）、科学者として世界保健機関（WHO）に入職。薬剤評価などに携わり、1976年（昭和51年）には薬剤政策管理部門（Drug policies and management unit）のチーフに昇進。さらに、1978年（昭和53年）からは西部太平洋地域のディレクター（Regional director）を2期10年に渡って務めた。
1988年（昭和63年）、第4代WHO事務局長（Director-General）に選出され、1993年（平成5年）の再選を経て、2期10年に渡って同職を務めた後に引退した。在任中には、特にAIDS対策に関する活動が評価された。
2000年（平成12年）、勲一等瑞宝章を受章。
2013年（平成25年）1月26日、私邸を構えていたポワチエ（フランス）の病院にて死去。84歳没。叙従三位。

## 家族・親族
妻マーサとの間に2人の息子を授かっている。